# (9665) Inastronoviny
(9665) Inastronoviny (1996 LA) – planetoida z pasa głównego asteroid okrążająca Słońce w ciągu 5,4 lat w średniej odległości 3,07 j.a. Odkryta 5 czerwca 1996 roku.